# Lluvia Rojo
Pour les articles homonymes, voir Rojo.
Lluvia Rojo Moro (née à Madrid le 6 novembre 1976 ) est une actrice et chanteuse espagnole.
Elle étudie la traduction et l'interprétation (anglais et allemand) à  Madrid, à New York et à Berlin, et l'art dramatique à l'atelier de Jorge Eínes. Elle chante dans le groupe hard-pop No Band For Lluvia (Subterfuge Records) avec Kevin Kajetzke, Darío Lofish et Lyndon Parish.

## Filmographie
- Íntimos y extraños, (2008), de Rubén Alonso.
- Crónicas de la Vieja República (fanfilm)
- El síndrome de Svensson (2006), de Kepa Sojo.
- Pobre juventud (2006), de Miguel Jiménez.
- El Calentito (2005), de Chus Gutiérrez.
- Alianza mortal (2002), des Frères Rico
- Barrio (1998), de Fernando León de Aranoa.

### Court métrage
- Paco, (2009), de Jorge Roelas
- The Old Man in the Sea (2006), d'Enrique Rodríguez. Université de Navarre
- Ricardo, piezas descatalogadas  (2005), des Frères Rico
- Las superamigas contra el profesor Vinilo (2003), de Domingo González

## Télévision

### En tant que présentatrice
- Los 40 Principales (1997-1998)
- + Música (Canal satélite digital) (1997-1998)

### En tant qu'actrice
- Cuéntame cómo pasó (2000-2011)
- Paraíso (2000)
- Hospital Central (1998)
- Ellas son así (1998)
- A las once en casa (1998)

## Théâtre
- Don Juan, el burlador de Sevilla (2008-2009), de Tirso de Molina
- Aquí no paga nadie, de Dario Fo (2004-2005).

### Radiothéâtre
- Psicosis (2010)[1])

## Prix
- Prix Ercilla de Teatro 2008. Meilleure actrice nouvelle pour Don Juan, el burlador de Sevilla.
- Fundación Lumière: Premio "solidario a las artes escénicas" 2006
- Unión de Actores 2007 et 2004, des nominations pour à la meilleure actrice secondaire